# Kekukesim I
Kekukesim I  (ou Kekukesem I, Kekukesem II) est une localité du Cameroun située dans le département du Manyu et la Région du Sud-Ouest, à proximité de la frontière avec le Nigeria. Elle fait partie de la commune d'Akwaya et du canton de Boki.

## Population
Lors du recensement de 2005, on y a dénombré 1 500 personnes.